# Hypocrea crystalligena
Hypocrea crystalligena är en svampart som tillhör divisionen sporsäcksvampar, och som beskrevs av Jaklitsch. Hypocrea crystalligena ingår i släktet svampdynor, och familjen Hypocreaceae. Arten är reproducerande i Sverige.